# الإعاقة في كوستاريكا
يبلغ معدل الإعاقة في كوستاريكا نحو 10.5% من إجمالي السكان، وانضمت البلاد إلى اتفاقية الأمم المتحدة لحقوق الأشخاص ذوي الإعاقة منذ عام 2008، مما يعكس التزامها بحماية حقوق هذه الفئة وتعزيز مشاركتها الكاملة في المجتمع.

## التركيبة السكانية
وفقًا لتعداد السكان الوطني لعام 2011، فإن 10.5% من سكان كوستاريكا يعانون من الإعاقة، 52% منهم من الإناث و 48% من الذكور. ويعد ضعف البصر الذي لا يمكن تصحيحه باستخدام النظارات أو العدسات هو الإعاقة الأكثر شيوعًا (56٪).

## القانون والسياسة
وقعت كوستاريكا على اتفاقية الأمم المتحدة لحقوق الأشخاص ذوي الإعاقة في 30 مارس 2007 وصادقت على المعاهدة في 1 أكتوبر 2008. وفقًا لقانون تكافؤ الفرص، يُحظر التمييز ضد أي شخص من ذوي الإعاقة إذا كان يتمتع بنفس الكفاءة أو القدرة التي يتمتع بها غيره وينص هذا القانون أيضًا على ضرورة احتواء الأماكن العامة ووسائل النقل على مرافق تمكن الأشخاص ذوي الإعاقة من الوصول إليها.

## ثقافة
يُعد يوم 28 مايو هو اليوم الوطني للأشخاص ذوي الإعاقة لتعزيز احترام الأشخاص ذوي الإعاقة.

## رياضة
شاركت البلاد لأول مرة في الألعاب البارالمبية في دورة الألعاب البارالمبية الصيفية عام 1992، وغابت عن نسخة عام 1996، ثم عادت في عام 2000 و مُثلت في جميع الألعاب البارالمبية الصيفية منذ ذلك الحين. لم تشارك كوستاريكا مطلقًا في دورة الألعاب البارالمبية الشتوية.

## سياسة
يتبنى الحزب السياسي إمكانية الوصول دون إقصاء حقوق ذوي الإعاقة كسياسة رئيسية، ورئيس الحزب، وحتى الانتخابات العامة لعام 2014، كان العضو الوحيد في الجمعية التشريعية هو أوسكار لوبيز.